# Wodka
Wodka of vodka (Russisch: водка, vodka; "watertje" verkleiningsvorm van water: вода, vadá, Pools: wódka; Fins: votka) is een heldere, kleurloze en nagenoeg geurloze sterke drank die vooral bekend is uit Rusland, Polen en Finland en vermoedelijk oorspronkelijk stamt uit Polen.

## Kenmerken
Wodka wordt gedistilleerd tot maximaal 96% en daarna gefilterd over houtskool en verdund met zuiver bronwater. Het alcoholpercentage ligt dan tussen de 37,5% en 70% (traditioneel, verkrijgbaar in de handel, rond de 40% à 45%). De drank wordt onder andere gestookt uit granen zoals tarwe, gerst, of rogge, maar ook aardappels en quinoa behoren tot de mogelijkheden. Wanneer graan wordt gebruikt, wordt het tot ontkiemen gebracht, waardoor er uit het zetmeel vergistbare suiker ontstaat. Dit wordt met water tot een licht alcoholische vloeistof gegist, daarna wordt de vloeistof gedistilleerd. Daarna wordt het product vaak opgeslagen in tanks met houtskool, waardoor alle geuren en onzuiverheden worden geadsorbeerd. Hierna wordt het gefilterd. Wodka heeft geen rijpingsproces zoals de meeste andere gedistilleerde dranken, maar komt direct uit de distilleerketel in een fles in de handel. De meeste wodka bevat uiteindelijk bijna niets anders dan ethanol en water, en smaakt en ruikt daarom zeer neutraal vergeleken met andere alcoholische dranken.

## Wetgeving
Op voordracht van de Duitse christendemocraat Horst Schnellhardt besloot het Europees Parlement dat wodka van zeer uiteenlopende grondstoffen gemaakt mag worden, zonder dat ze daarmee de soortnaam wodka verliest. Voorwaarde is wel dat op het etiket aangegeven wordt wat de grondstof is. Vooral Amerikaanse en Russische varianten mogen hierdoor binnen de Europese Unie toch als wodka verkocht worden.
In juni 2007 steunde het Europees Parlement echter een voorstel van wodka-producerende landen als Polen, Finland en Zweden om vast te leggen dat wodka gestookt moet zijn van graan of aardappels.

## Gebruik
Vooral in sommige Oost-Europese landen en in Scandinavië is wodka een erg populaire drank. In de Nederlandse en Belgische horeca en slijterijen is hij eveneens goed verkrijgbaar. Vanaf midden jaren 90 van de 20e eeuw zijn naast de pure variant ook smaakvarianten van wodka beschikbaar, zoals rode peper, verschillende fruitsmaken, vanille, kaneel en honing.
In Rusland wordt de wodka meestal tegelijk met voedsel genuttigd. Hetzelfde geldt in Polen, waar wodka vaak bij de maaltijd wordt genuttigd. Elke gelegenheid wordt gebruikt om herhaaldelijk te kunnen toosten. Na het toosten worden de glazen in een keer (ad fundum) leeggedronken waarna direct wat wordt gegeten om het effect van de alcohol af te zwakken. Dit herhaalt zich enige malen tot de maaltijd voorbij is. In Russische en Poolse studentenkringen is wodka populairder dan bier, vooral als ze met appelsap gemengd is (szarlotka genaamd, letterlijk: appeltaart). Het is goedkoper en men raakt sneller onder invloed. Wodka wordt vaak gebruikt voor het 'indrinken' in besloten kring, alvorens men uitgaat in een bar, discotheek of nachtclub. Mensen die de wodka drinken zonder iets erbij te eten, worden in Rusland dronkaards (pjanitsy) genoemd. Wanneer men wodka drinkt zonder erbij te eten, vooral als men meedoet met het toosten, zal de alcohol zeer hard toeslaan en is men inderdaad zeer snel dronken.
Zelfgemaakte sterkedrank (samogon) is een veelvoorkomend fenomeen in de Slavische wereld. Zo ook wodka, om dit tegen te gaan en in een poging het aantal alcoholdoden te verminderen, heeft de Russische overheid door het staatsbedrijf Rosspirtprom de gelijknamige staatswodka Rosspirtprom op de markt gebracht. Deze wodka is met ongeveer 1,90 euro (prijspeil 2006) voor een halve liter een stuk goedkoper dan de meeste andere Russische wodkamerken. Niettemin komen in Rusland jaarlijks vele duizenden mensen om het leven door verslaving aan alcoholische dranken, zoals wodka. In 2006 waren er volgens officiële cijfers 2,5 miljoen mensen in Rusland verslaafd aan wodka. De Russische regering werd hierdoor genoodzaakt een minimumprijs in te stellen voor wodka. Deze minimumprijs bedraagt 89 roebel (ongeveer een euro en 30 cent) voor een halve liter. De goedkoopste wodka is door deze maatregel zo'n twee keer zo duur geworden.

## Bekende wodkamerken
- Absolut (Zweden)
- Altaï (Rusland)
- Belvedere (Polen)
- Chopin wodka (Polen)
- Ciroc (Frankrijk)
- Danzka (Denemarken)
- Eristoff (Georgië)
- Finlandia (Finland)
- Grey Goose (Frankrijk)
- Iceberg (Canada)
- Koskenkorva (Finland)
- Mamont (Rusland)
- Moskovskaya (Rusland)
- Puschkin (Duitsland)
- Russkij Standart (Rusland)
- SKYY (Amerika)

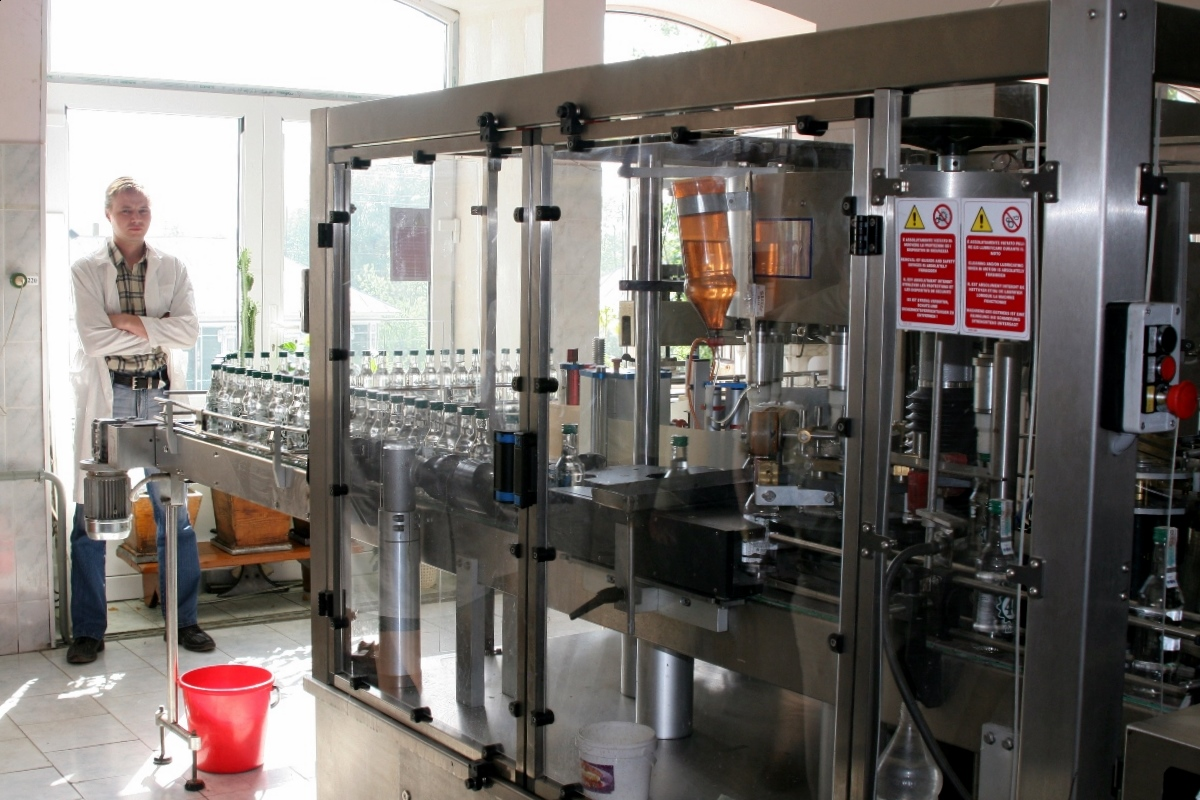
Wodka-bottelmachine in een fabriek in de Russische stad Sjatsk (oblast Rjazan)

- Smirnoff (oorspronkelijk Russisch, sinds 1934 Amerikaans)
- Sobieski (Polen)
- Stolichnaya (Rusland)
- Ursus (IJsland)
- Wyborowa (Polen)
- Żołądkowa gorzka (Polen)
- Żubrówka (of bizonwodka met reukgras (veenreukgras of Hierochloe odorata, ook wel buffelgras genoemd) (Polen, Wit-Rusland). In Duitsland bekend als Grasovka

### Nederlandse wodkamerken
- Amsterdam Republic
- Blut Wodka
- Bols
- Cardinal Ultimate
- Esbjaerg Wodka
- Gorter Wodka
- Hoeksche Wodka Gemaakt van aardappelen
- Hooghoudt Wodka
- Ketel One (Voor de VS ontwikkelde variant op het Schiedamse jenevermerk Ketel 1.)
- Royalty Vodka
- Rutte Wodka
- VanDyck Vodka
- Van Gogh Vodka
- Prestigious Vodka
- Our/Amsterdam vodka
- The Stillery
- Infigo Vodka

## Bekende wodkacocktails[6]
- Bloody mary: Basisingrediënten: wodka, tomatensap en peper. Oorspronkelijk uit Parijs.
- Blue Lagoon (drank): Ingrediënten: wodka, blue curaçao, citroensap en Sprite (frisdrank).
- Caipiroska: Ingrediënten: wodka, limoen en rietsuiker.
- Cosmopolitan: Ingrediënten: wodka, cranberrysap, limoensap en Cointreau.
- Gold Digger: Ingrediënten: wodka en Goldstrike.
- Moscow Mule: Ingrediënten: wodka, limoen, munt, suikersiroop en gemberbier.
- Sea Breeze: Ingrediënten: wodka, cranberrysap, grapefruitsap, limoen en ijs.
- Flatliner: Ingrediënten: wodka of Sambuca, tequila en tabasco.
- White Russian: Ingrediënten: wodka, koffielikeur en room.
- Wodka Daisy: Ingrediënten: wodka, citroensap, sodawater en grenadine.

## Bekende wodka-mixdranken
- Screwdriver: Ingrediënten: wodka en sinaasappelsap.
- Wodka Red (voorgemixt Flügel of Toppertje): Ingrediënten: wodka (bij voorkeur rode Petrikov) en energiedrank.